# Lavoura Arcaica
Lavoura Arcaica é um filme brasileiro de 2001, do gênero drama, dirigido, escrito e montado por Luiz Fernando Carvalho. O roteiro é baseado no romance homônimo de Raduan Nassar, publicado em 1975. Em novembro de 2015 o filme entrou na lista feita pela Associação Brasileira de Críticos de Cinema (Abraccine) dos 100 melhores filmes brasileiros de todos os tempos.

## Enredo
Lavoura Arcaica narra em primeira pessoa a história de André, que se rebela contra as tradições agrárias e patriarcais impostas por seu pai e foge para a cidade, onde espera encontrar uma vida diferente da que vivia na fazenda de sua família. Quando é encontrado em uma pensão suja em um vilarejo por seu irmão Pedro, passa a contar-lhe, de forma amarga, as razões de sua fuga e do conflito contra os valores paternos.
Sem ordem cronológica, André faz uma jornada sensível a sua infância, contrapondo os carinhos maternos e os ensinamentos quase punitivos do pai. Este valoriza acima de tudo o tempo, a paciência, a família e a terra, fiado na doutrina cristã. Mas André não aceita esses valores. Ele tem pressa, quer ser o profeta de sua própria história e viver com intensidade incompatível com a lentidão do crescimento das plantas. Nesse trajeto, a paixão incestuosa por sua irmã Ana, e sua rejeição, exercem papel fundamental na decisão de fugir da casa da família. A mãe desesperada manda o primogênito Pedro buscá-lo para tentar reconstruir a paz familiar. Trazido de volta para a fazenda, André é recebido por seu pai em uma longa conversa e uma festa que, ao invés de resolverem o conflito, evidenciam a distância intransponível entre as gerações. Por essa razão, a história é muitas vezes descrita como uma versão invertida da parábola do filho pródigo.

## Elenco
- Selton Mello .... André
- Raul Cortez .... pai

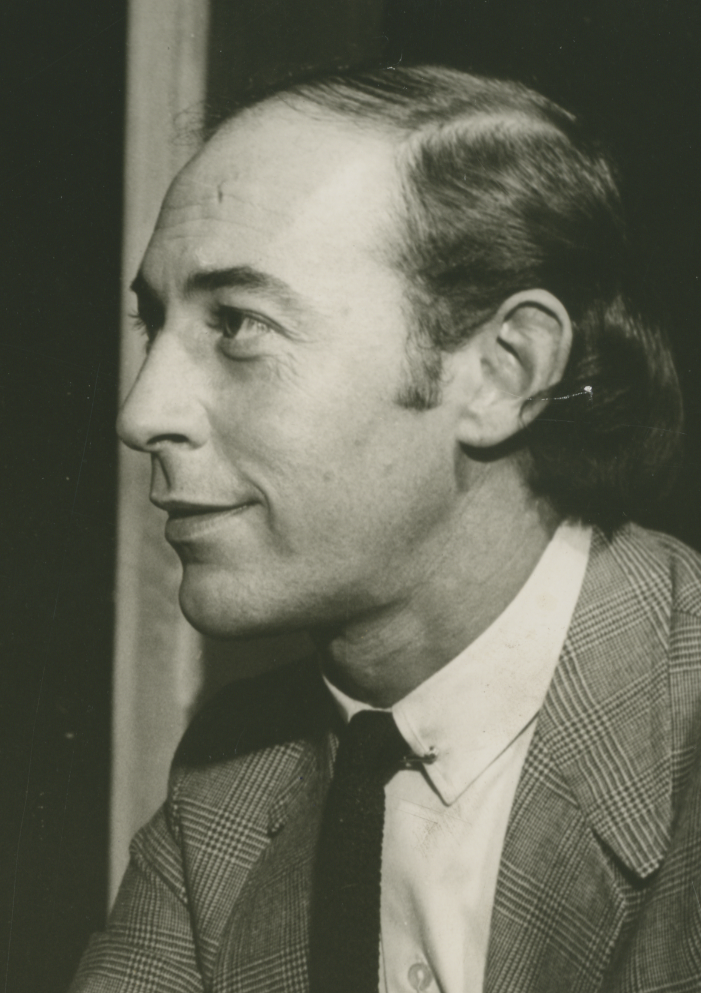
Raul Cortez interpretou o pai

- Juliana Carneiro da Cunha .... mãe
- Simone Spoladore .... Ana, a irmã mais nova
- Leonardo Medeiros .... Pedro, o primogênito
- Caio Blat .... Lula, o caçula
- Denise Del Vecchio .... prostituta
- Samir Muci Alcici Júnior
- Leda Samara Antunes
- Felipe Abreu Salomão
- Pablo César Câncio .... André criança
- Luiz Fernando Carvalho .... André narrador (voz)
- Raphaela Borges David
- Fábio Luiz Marinho de Oliveira

## Produção
"Há uma promessa concreta de renovação, de uma palpitação inédita no cinema brasileiro desde Glauber Rocha. (...) No calor do momento, nada resta além de fragmentos arrancados de um magma visual. Mas logo o caos se organiza, o filme se dá em toda a sua riqueza como um poema bárbaro à beira da alucinação, de uma potência extraordinária. (...) Nunca, entretanto, seu retorno aos mitos fundadores encobre ou acelera a predominância de sensações. Se o filme possui uma tal força encantadora, é porque Luiz Fernando Carvalho sabe que tudo começa lá, nesta primeira maneira de nascer no mundo, de se deixar arrebatar por ele, de degustar cada momento inesperado".

— Jean-Philippe Tessé em sua crítica sobre Lavoura Arcaica no Cahiers du Cinéma
Lavoura Arcaica foi o primeiro longa-metragem de Luiz Fernando Carvalho,  que também realizou diversos trabalhos para a televisão, como as telenovelas Renascer (1993), O Rei do Gado (1996) e Velho Chico (2016) e as minisséries Os Maias (2001), Hoje é dia de Maria (2005), A Pedra do Reino (2007) e Dois Irmãos (2017).
Ainda na década de 90, o cineasta deu início à pesquisa para a realização do longa-metragem. Em companhia do autor do romance, Raduan Nassar, viajou para o Líbano a fim de tomar conhecimento da cultura mediterrânea. O material colhido durante viagem foi transformado no documentário Que Teus Olhos Sejam Atendidos, exibido no GNT em 1997.
Disposto a manter um diálogo com a prosa poética do livro, o diretor decidiu fazer o filme sem roteiro prévio, apoiado inteiramente em improvisações dos atores sobre o romance. Para isso, realizou um intenso trabalho de preparação de elenco, retirados por quatro meses em uma fazenda. O processo de criação que envolveu cineasta e equipe é marcado por um comprometimento sensível com o texto de Nassar.

### Preparação do elenco
O processo de criação e realização do filme foi abordado no livro Sobre Lavoura Arcaica, em que o diretor é entrevistado por José Carlos Avellar, Geraldo Sarno, Miguel Pereira, Ivana Bentes, Arnaldo Carrilho e Liliane Heynemann, e lançado em português, inglês e francês pela editora Ateliê Editorial.
A atriz Simone Spoladore não tem nenhuma fala no filme, mas teve uma preparação mais longa que a dos demais atores, pois teve que aprender a dançar para as duas festas que aparecem no filme. O personagem "André" é vivido por Selton Mello, mas a sua voz enquanto narra em off suas memórias é do diretor Luiz Fernando Carvalho.

### Filmagens
O filme foi realizado inteiramente em uma locação, em uma fazenda do interior de Minas Gerais. Nela, os atores e a equipe técnica passaram nove semanas, durante as quais aprenderam a trabalhar a terra, ordenhar, fazer pão, bordar e dançar como uma família de origem libanesa. O próprio autor do texto original, Raduan Nassar, esteve presente durante esta etapa.
A direção de fotografia é de Walter Carvalho, que utilizou muitos contrastes de luz e sombra e em alguns momentos deixa a imagem fora de foco, construindo uma estética quase abstrata.
A direção de arte é de Yurica Yamasaki e figurinos de Beth Filipecki. A montagem e a produção são do próprio diretor.

### Trilha sonora
A trilha sonora foi realizada com a presença do compositor Marco Antônio Guimarães, líder do grupo instrumental mineiro Uakti, durante as leituras do filme. A música de Guimarães utiliza temas típicos da música árabe e faz uma citação d'A paixão segundo São Mateus de Bach. Muitas cenas não têm diálogos, apenas a música, que toca às vezes por vários minutos.

## Repercussão
"Lavoura me deu algumas coragens. Uma delas foi eu romper com a TV e fazer minha própria história. Foi a partir do Lavoura que eu falei: “caramba, que experiência”. Eu não posso agora, depois de ter vivido isso, voltar para uma coisa mecânica, que não me estimule mais. Foi a partir dali que eu parei de ter contrato na TV, comecei a fazer só trabalho esporádico, que eu falei “quero experimentar mais cinema”, e fiz muitos filmes, de variados diretores, de variadas escolas. Eu quis achar minha história, e Lavoura me deu coragem"

— Selton Mello, ator, em entrevista ao catálogo da 15ª Mostra de Cinema de Tiradentes, 2012
O filme fez sucesso entre a crítica no Brasil e no exterior e o público: atingiu a marca de 300 mil espectadores com apenas duas cópias, uma no Rio de Janeiro e a outra em São Paulo.
As características mais elogiadas foram a fidelidade ao texto original, a fotografia, a direção, a música e as interpretações de Selton Mello, Raul Cortez e Juliana Carneiro da Cunha, atriz que faz carreira teatral bem sucedida na Europa mas que até esse filme era praticamente desconhecida no Brasil.

### Recepção da crítica
Considerado por muitos como um trabalho brilhante e um dos melhores filmes brasileiros dos últimos anos, Lavoura Arcaica figura na Lista dos 100 melhores filmes brasileiros segundo a Abraccine.
Para o escritor e psicanalista Renato Tardivo, autor de Porvir que vem antes de tudo – literatura e cinema em Lavoura Arcaica, o filme é uma das mais importantes obras do cinema brasileiro “de todos os tempos”. O crítico Carlos Alberto de Mattos descreveu o filme como a primeira obra prima do cinema brasileiro no século XXI.
A obra foi celebrada pela crítica em diversos países e, segundo a revista francesa Cahiers du Cinéma, Lavoura Arcaica é "um poema bárbaro às margens da alucinação, de um poder extraordinário".

### Prêmios
Teve uma carreira bem-sucedida em diversos festivais nacionais e internacionais, recebendo mais de 50 prêmios no Festival de Cinema Mundial de Montreal, no Festival do Rio, na Mostra Internacional de Cinema de São Paulo, no Grande Prêmio BR do Cinema Brasileiro, no Festival de Cinema de Brasília, no Festival de Cinema de Havana, no Festival de Cinema de Cartagena, no Festival Internacional de Cinema de Guadalajara, no Festival Internacional de Cinema Independente de Buenos Aires, entre outros.

### Homenagem
O filme foi homenageado em 2017 por ocasião de seus 15 anos e por ser considerado como um dos mais importantes filmes do cinema brasileiro de todos os tempos, no Festival Internacional de Cinema do Rio
 e na Mostra Internacional de Cinema de São Paulo, quando foi exibido em cópia 35 mm.
 Como parte da homenagem no Festival Internacional de Cinema do Rio, o artista plástico Raimundo Rodriguez criou uma instalação artística no Estação Net  Botafogo, que ficou em cartaz por um mês, coma memorabilia do filme, críticas e os cadernos de estudos do diretor. Para Ismail Xavier e Ilana Feldman, Lavoura nasceu em 2001 como um corpo estranho face ao cenário do cinema brasileiro de início do século, marcado pelas estéticas do realismo e pelo enfrentamento direto das questões sociais e urbanas brasileiras.